# Cromatografia em camada delgada

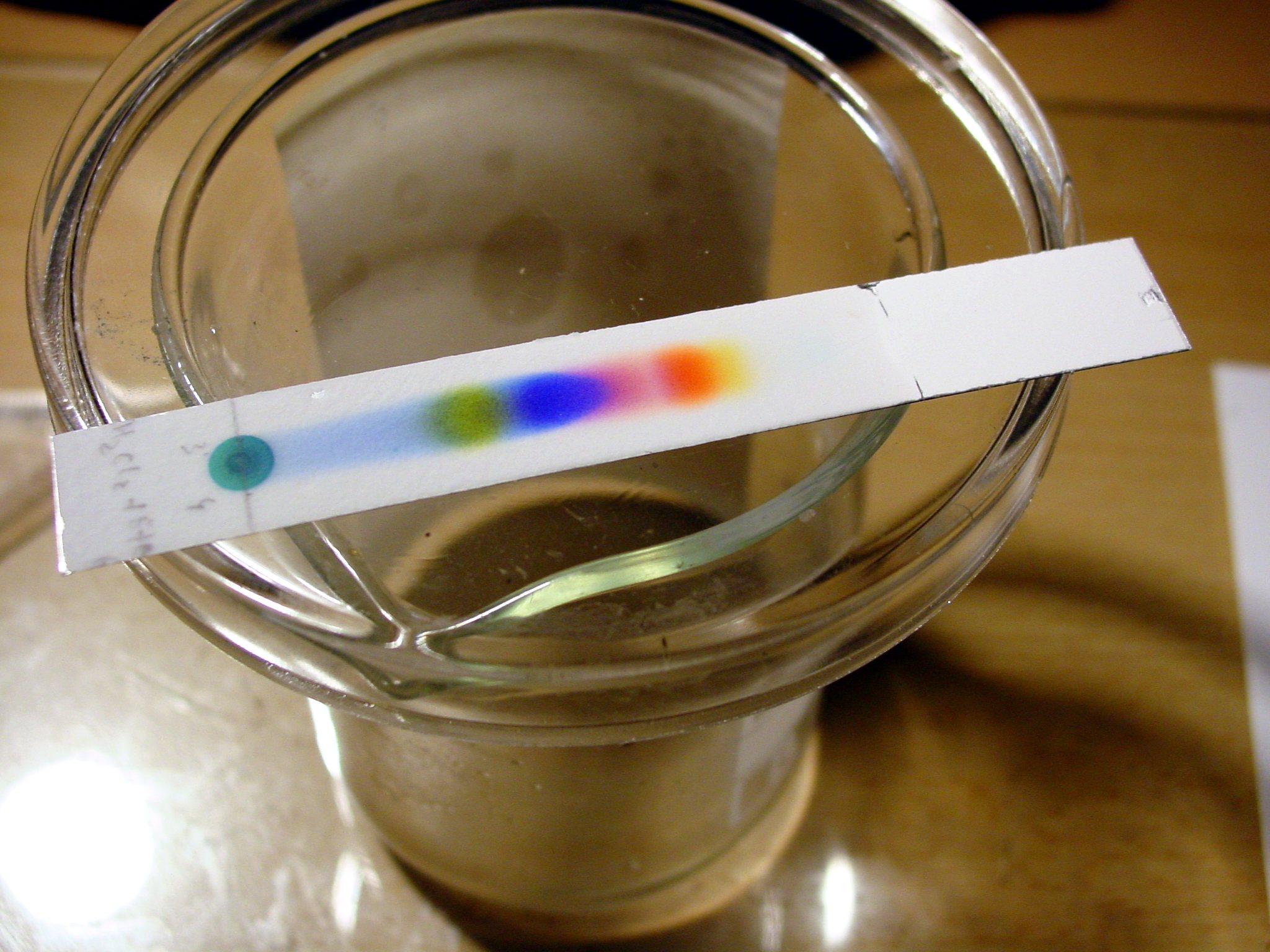
Separação de pigmentos de tinta preta usando a cromatografia em camada delgada (CCD).

Cromatografia em camada delgada (CCD) (inglês:Thin layer chromatography, TLC) é uma técnica de cromatografia usada para separar compostos químicos presentes em uma amostra. A cromatografia em camada delgada é realizada sobre uma placa de cobre, plástico ou folha de alumínio, revestida com uma fina camada de material adsorvente, geralmente sílica-gel,  óxido de alumínio ou celulose. Esta camada de adsorvente é chamada de fase estacionária.
Depois que a amostra é aplicada sobre a placa, um solvente ou mistura de solventes (chamada de fase móvel) permeia a placa através de ação capilar. Os diferentes compostos presentes nas amostras percorrem a placa de CCD de maneira diferentes, sendo possível a separação.
A CCD pode ser usada para monitorar o progresso de uma reação química, identificar os compostos presentes numa mistura e determinar a pureza de uma substância. Como exemplos específicos podem ser citados: análise de ceramidas e ácidos graxos, a detecção de pesticidas ou inseticidas em alimentos e água, identificação de princípios ativos em plantas medicinais ou medicamentos, e também para resolução de misturas racêmicas, entre outros.